# Culture jamming
Culture jamming är att manipulera reklam eller massmedia av ideologiska skäl. Det kan ofta syfta till att peka ut tveksamheter och motsättningar i konsumtionssamhället; exempelvis genom att förvränga eller göra om kända logotyper. 
Idén bakom culture jamming är gammal, men konceptet introducerades 1992 av Kalle Lasn, grundare av Adbusters.